# Peter Okhello
Peter Okhello (* 19. Juni 1972 in Kampala) ist ein ugandischer Profiboxer im Schwergewicht.

## Karriere
Okhello war als Amateur fünfmaliger ugandischer Meister, bevor er 1997 in Japan Profi wurde. Da es in Japan nur wenige Schwergewichtsboxer gibt, hatte Okhello Schwierigkeiten an gute Trainingspartner zu kommen, die Gegner wurden meist aus Übersee verpflichtet. In seinem dritten Profikampf besiegte er Marcus Rhode vorzeitig, verlor dann aber im Anschluss gegen Toakipa Tasefa aus Neuseeland über die Distanz von zwölf Runden nach Punkten. Er hatte zuvor als Amateur oder Profi nie länger als drei Runden im Ring gestanden.
Gegen den ungeschlagenen Neuseeländer Kali Meehan unterlag er im November 1999 in der dritten Runde durch K. o., nachdem ihm in der ersten Runde noch ein Niederschlag gelungen war. Daraufhin nahm er sich eine 15-monatige Auszeit vom Boxen. Erst 2001 kehrte er in den Ring zurück. Er gewann seine nächsten sechs Kämpfe und trat dann in Jersey City, in seinem ersten Kampf außerhalb Japans, gegen den früheren Cruisergewichtstitelträger Imamu Mayfield an. Er verlor jedoch erneut nach Punkten.
Anschließend gelang ihm eine Serie von sechs vorzeitigen Siegen, unter anderem gegen Roger Izonritei, Bruder von David Izon, bevor er im Juni 2005 gegen Sinan Şamil Sam boxte und, trotz eines Niederschlags in der zwölften Runde, wiederum nach Punkten unterlag.
Am 10. Dezember 2006 verlor er in Moskau im ersten in Russland veranstalteten Schwergewichtsweltmeisterschaftskampf gegen WBC-Titelträger Oleg Maskajew eindeutig nach Punkten. Zwei der Punktrichter werteten den Kampf 108–120, Okhello konnte damit keine Runde für sich entscheiden.